# On the Night
On the Night är det andra livealbumet av Dire Straits, och släpptes 1993. ”On the Night” är en samling av spelningar från två olika konserter under "On Every Street"-turnén. Inspelat på Les Arenes, Nimes, Frankrike och Feyenoord Stadium, Rotterdam, Holland i maj 1992.
Detta är troligen bandets mest musikaliska album då de var hela nio personer på scen jämfört med fyra stycken år 1978, och innehåller Paul Franklin på pedal steel guitar samt mycket inslag av saxofon. Till skillnad från tidigare turnéer medverkade även en batterist på slagverk.

## Låtlista
Alla låtar är skrivna av Mark Knopfler, övriga noterade.

### Albumversion
1. "Calling Elvis"
2. "Walk of Life"
3. "Heavy Fuel"
4. "Romeo and Juliet"
5. "Private Investigations"
6. "Your Latest Trick"
7. "On Every Street"
8. "You and Your Friend"
9. "Money for Nothing" (Knopfler, Sting)
10. "Brothers in Arms"

### Video- och DVD-version
1. "Calling Elvis"
2. "Walk of Life"
3. "Heavy Fuel"
4. "Romeo and Juliet"
5. "The Bug"
6. "Private Investigations"
7. "Your Latest Trick"
8. "On Every Street"
9. "You and Your Friend"
10. "Money for Nothing" (Knopfler, Sting)
11. "Brothers in Arms"
12. "Solid Rock"
13. "Local Hero - Wild Theme"

## Bandet under turnén
- Mark Knopfler – sång, sologitarr
- John Illsley – bass, körsång
- Phil Palmer – kompgitarr, körsång
- Alan Clark – piano, keyboard
- Guy Fletcher, keyboard, körsång
- Chris Whitten – trummor
- Danny Cummings – slagverk, körsång
- Paul Franklin – pedal steel guitar
- Chris White – saxofon, flöjt, körsång
- Jolyon Dyer – turnémanager